# Адольф Гуткнехт
Адольф Гуткнехт (нім. Adolf Gutknecht; 12 вересня 1891, Бадінген — ?) — німецький льотчик-ас, оберлейтенант Прусської армії.

## Біографія
Військову службу почав до Першої світової війни, вступивши до сухопутних військ кадетом. Після початку війни брав участь у боях в Франції, Болгарії та Македонії.
Перевівся в авіацію. Літав спочатку як спостерігач, а пізніше — як пілот. З 1 червня 1918 року — командир 43-ї винищувальної ескадрильї. 25 жовтня 1918 року зазнав бойового поранення і в бойових діях більше не брав участі.
Всього за час бойових дій здобув 8 перемог, ще одна перемога залишилась непідтвердженою.

## Нагороди
- Залізний хрест 2-го і 1-го класу